# Klaus Balkenhol
Klaus Balkenhol (Velen, 6 dicembre 1939) è un cavaliere tedesco.

## Palmarès

### Olimpiadi
- 3 medaglie:
  - 2 ori (Barcellona 1992 nel dressage a squadre; Atlanta 1996 nel dressage a squadre)
  - 1 bronzo (Barcellona 1992 nel dressage individuale)

### Mondiali
- 2 medaglie:
  - 1 oro (L'Aia 1994 nel dressage a squadre)
  - 1 argento (L'Aia 1994 nel dressage freestyle)

### Europei
- 4 medaglie:
  - 3 ori (Donaueschingen	1991 nel dressage a squadre; Lipica 1993 nel dressage a squadre; Mondorf 1995 nel dressage a squadre)
  - 1 argento (Donaueschingen 1991 nel dressage speciale)